# Margaret Satupai
Margaret Satupai (ur. 9 lipca 1992) – samoańska lekkoatletka specjalizująca się w pchnięciu kulą oraz rzucie dyskiem.
Międzynarodową karierę zaczynała od nieudanego występu na mistrzostwach świata juniorów w Bydgoszczy (2008). Rok później była czwarta w rzucie dyskiem oraz druga w pchnięciu kulą podczas mistrzostw świata juniorów młodszych. Duże sukcesy odniosła w 2010 roku – zajęła wysokie lokaty na mistrzostwach świata juniorów, zdobyła dwa medale czempionatu Oceanii, a na koniec sezonu uplasowała się na trzecim miejscu w pchnięciu kulą na igrzyskach Wspólnoty Narodów.
Wielokrotnie poprawiała rekordy Samoa w różnych kategoriach wiekowych – aktualnie jest rekordzistką kraju w kategorii juniorek, młodzieżowców i seniorów w pchnięciu kulą (16,43) oraz rzucie dyskiem (52,67) i młotem (49,71). 

## Osiągnięcia
| Rok  | Impreza                               | Miejsce    | Konkurencja    | Lokata            | Wynik |
| ---- | ------------------------------------- | ---------- | -------------- | ----------------- | ----- |
| 2008 | Mistrzostwa świata juniorów           | Bydgoszcz  | pchnięcie kulą | el. – 21. miejsce | 14,45 |
| 2009 | Mistrzostwa świata juniorów młodszych | Bressanone | pchnięcie kulą | 2. miejsce        | 14,96 |
| 2009 | Mistrzostwa świata juniorów młodszych | Bressanone | rzut dyskiem   | 4. miejsce        | 51,31 |
| 2010 | Mistrzostwa świata juniorów           | Moncton    | pchnięcie kulą | 5. miejsce        | 15,62 |
| 2010 | Mistrzostwa świata juniorów           | Moncton    | rzut dyskiem   | 7. miejsce        | 51,31 |
| 2010 | Mistrzostwa Oceanii                   | Cairns     | pchnięcie kulą | 1. miejsce        | 15,95 |
| 2010 | Mistrzostwa Oceanii                   | Cairns     | rzut dyskiem   | 2. miejsce        | 51,42 |
| 2010 | Igrzyska Wspólnoty Narodów            | Nowe Delhi | pchnięcie kulą | 3. miejsce        | 16,43 |